# Орегон (округ)
Округ Орегон (англ. Oregon County) — округ штата Миссури, США. Население округа на 2009 год составляло 10 291 человек. Административный центр округа — город Олтон.

## История
Округ Орегон основан в 1841 году.

## География
Округ занимает площадь 2051,3 км². Единственный национальный лес Миссури, «Марк-Твен», занимающий части 29 округов штата, имеет в округе Орегон наибольшую свою площадь: 423,79 км² из 6037,3 км².

## Демография
Согласно оценке Бюро переписи населения США, в округе Орегон в 2009 году проживало 10 291 человек. Плотность населения составляла 5 человек на квадратный километр.